# ACS Poli Timișoara
AFC Poli Timișoara – nieistniejący rumuński klub piłkarski, mający siedzibę w mieście Timișoara na zachodzie kraju.

## Historia
Chronologia nazw:
- 2012–2021: AFC Poli Timișoara

Po tym jak główny klub miasta Politehnica Timișoara w sezonie 2011/12 klub zajął pierwsze miejsce w Serii 2 Ligi II, ale z powodu problemów finansowych nie otrzymał licencji i 3 września 2012 został rozformowany, do Timișoary przeniósł się klub ACS Recaș i został przemianowany na ACS Poli Timișoara.
Fani postanowili wspierać amatorską drużynę Uniwersytetu Politechnicznego, ASU Politehnica Timișoara.
7 grudnia 2012 roku Nicolae Robu, prezydent miasta Timișoara, ogłosił, że ACS Poli otrzymał zgodę od poprzedniego właściciela Politehniki Mariana Iancu na używanie nazwy Politehnica Timișoara, historii, zapisów oraz kolorów i może z nich korzystać począwszy od sezonu 2013/14. Jednakże, z powodu powikłań formalności prawnych oraz z powodu długów poprzedniego klubu zespół rozpoczął sezon jako ACS Poli.
Po zakończeniu sezonu 2012/13 klub zajął drugie miejsce w Lidze II i awansował do Ligi I.

## Sukcesy

### Trofea międzynarodowe
Nie uczestniczył w rozgrywkach europejskich (stan na 31-05-2013).

### Trofea krajowe
| \| \| Zdobyte trofea w rozgrywkach Rumunii (stan na: 31-05-2013) \| |                                                            |      |                 |
| Rozgrywki                                                           | Osiągnięcie                                                | Razy | Sezon(y)        |
| Mistrzostwo                                                         | I miejsce                                                  | 0    |                 |
| Mistrzostwo                                                         | II miejsce                                                 | 0    |                 |
| Mistrzostwo                                                         | III miejsce                                                | 0    |                 |
| Mistrzostwo                                                         | ? miejsce                                                  | 1    | 2014            |
| Puchar                                                              | zdobywca                                                   | 0    |                 |
| Puchar                                                              | finalista                                                  | 0    |                 |
| Puchar                                                              | 1/64 finału                                                | 1    | 2013            |
| II liga                                                             | I miejsce                                                  | 0    |                 |
| II liga                                                             | II miejsce                                                 | 1    | 2012 (Seria II) |
| II liga                                                             | III miejsce                                                | 0    |                 |
| Rumunia                                                             | Zdobyte trofea w rozgrywkach Rumunii (stan na: 31-05-2013) |      |                 |

## Stadion
Klub rozgrywa swoje mecze domowe na stadionie imienia Dana Păltinișana w Timișoarze, który może pomieścić 32 tysiące widzów i jest drugim pod względem wielkości – po Narodowym w Bukareszcie – stadionem w Rumunii.  został Zbudowany w 1960 roku.
Jego patron Dan Păltinișan (1951-1995), piłkarz, występujący na pozycji obrońcy, był wychowankiem (urodził się w Timișoarze) i przez dziesięć lat zawodnikiem Politehniki.

## Trenerzy
- 2012–...: Valentin Velcea